# Shinji Takahira
Shinji Takahira (jap. 高平慎士 Takahira Shinji; ur. 18 lipca 1984) – japoński lekkoatleta, sprinter specjalizujący się na dystansie 200 metrów i sztafecie 4 x 100 m, brązowy medalista olimpijski z Pekinu w sztafecie 4 x 100 m, a także olimpijczyk z Aten i Londynu.
Zdobył złoty medal na uniwersjadzie w Daegu (2003), srebrny na uniwersjadzie w Izmirze (2005) i brąz na Igrzyskach Azjatyckich w 2006 roku. Jest czterokrotnym wicemistrzem swego kraju (2004, 2005, 2006 i 2007) za każdym razem przegrywał z Shingiem Suetsugu.
Jego rekordem życiowym na 200 m jest 20,22 s.
Ze sztafetą również odnosi sukcesy: srebro na uniwersjadzie w Izmirze, srebro na Igrzyskach Azjatyckich w 2006 roku, 3 miejsce na Pucharze Świata ze sztafetą Azji 4. miejsce na LIO 2004 w Atenach i 4. na uniwersjadzie w Daegu. Ma na swym koncie też 8. miejsce na mistrzostwach świata 2005 w Helsinkach. W 2014 roku udało mu się razem z kolegami z drużyny zdobyć złoty medal igrzysk azjatyckich w sztafecie 4 × 400 metrów, jak również tytuł wicemistrzowski w sztafecie 4 × 100 metrów.
W 2007 ze sztafetą Japonii (Asahara, Suetsugu, Takahira, Tsukahara) ustanowił rekord Azji (38,21 s) w eliminacjach Mistrzostw Świata w Osace. Dzień później (1 IX) poprawili swój rekord osiągając 38,03 s.